# Stronnictwo pruskie
Stronnictwo pruskie – nazwa nadana stronnictwu istniejącemu w Sejmie Czteroletnim.
Istotną rolę w jego budowaniu odegrał Ludwig Heinrich Buchholtz, dyplomata pruski, od 1776 r. nadzwyczajny poseł pruski w Polsce. Deklaracji o polsko-pruskim sojuszu Berlin nie traktował jednak poważnie, chciał pogłębić nastroje antyrosyjskie, ostatecznie Prusy wzięły udział w kolejnych rozbiorach Polski.

## Współczesna publicystyka
Mianem „stronnictwa pruskiego” współcześnie określają niektórzy polscy prawicowi publicyści i politycy (np. Stanisław Michalkiewicz) zwolenników Traktatu lizbońskiego.